# Notker Schweikhardt

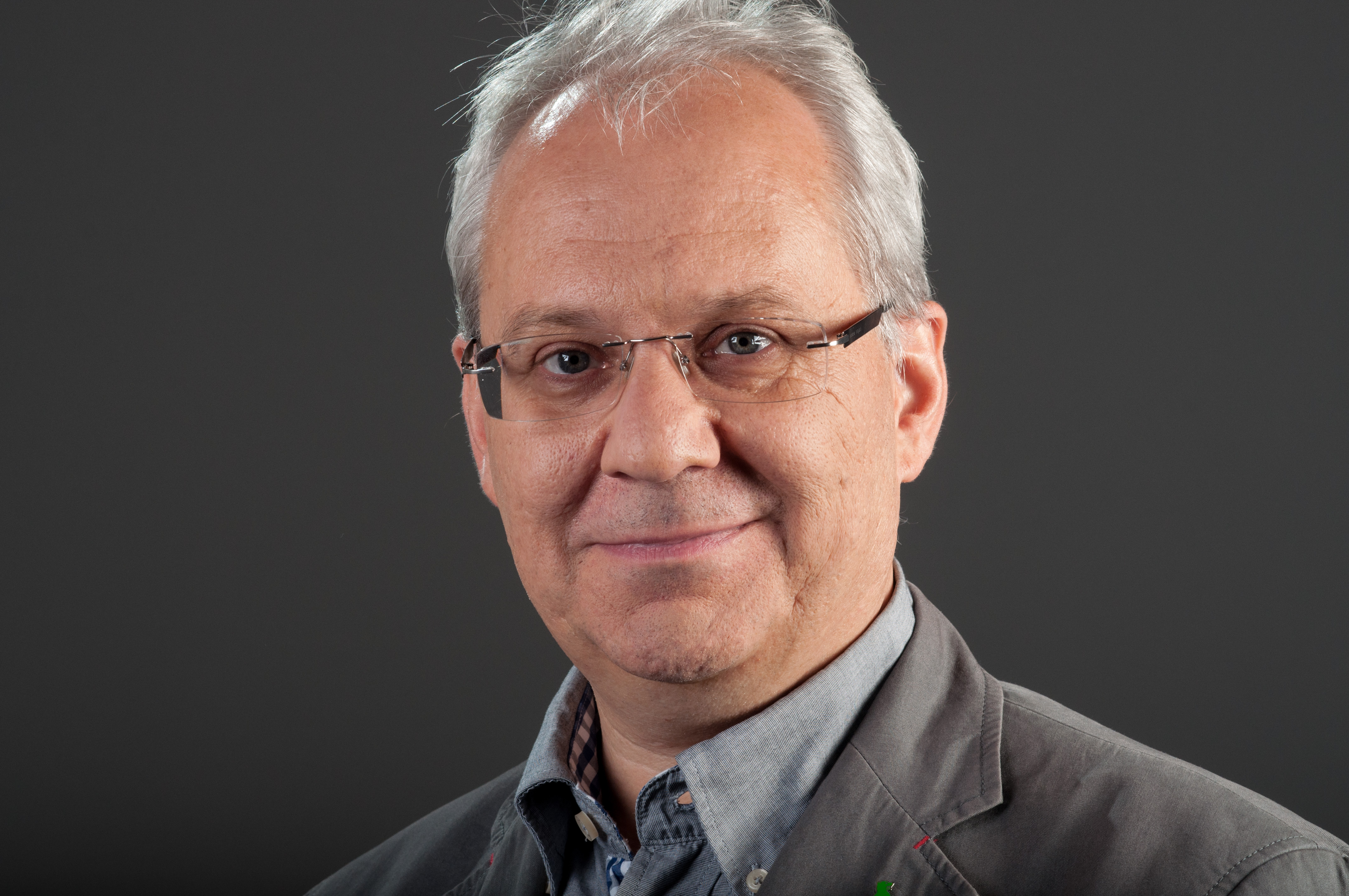
Notker Schweikhardt, 2014

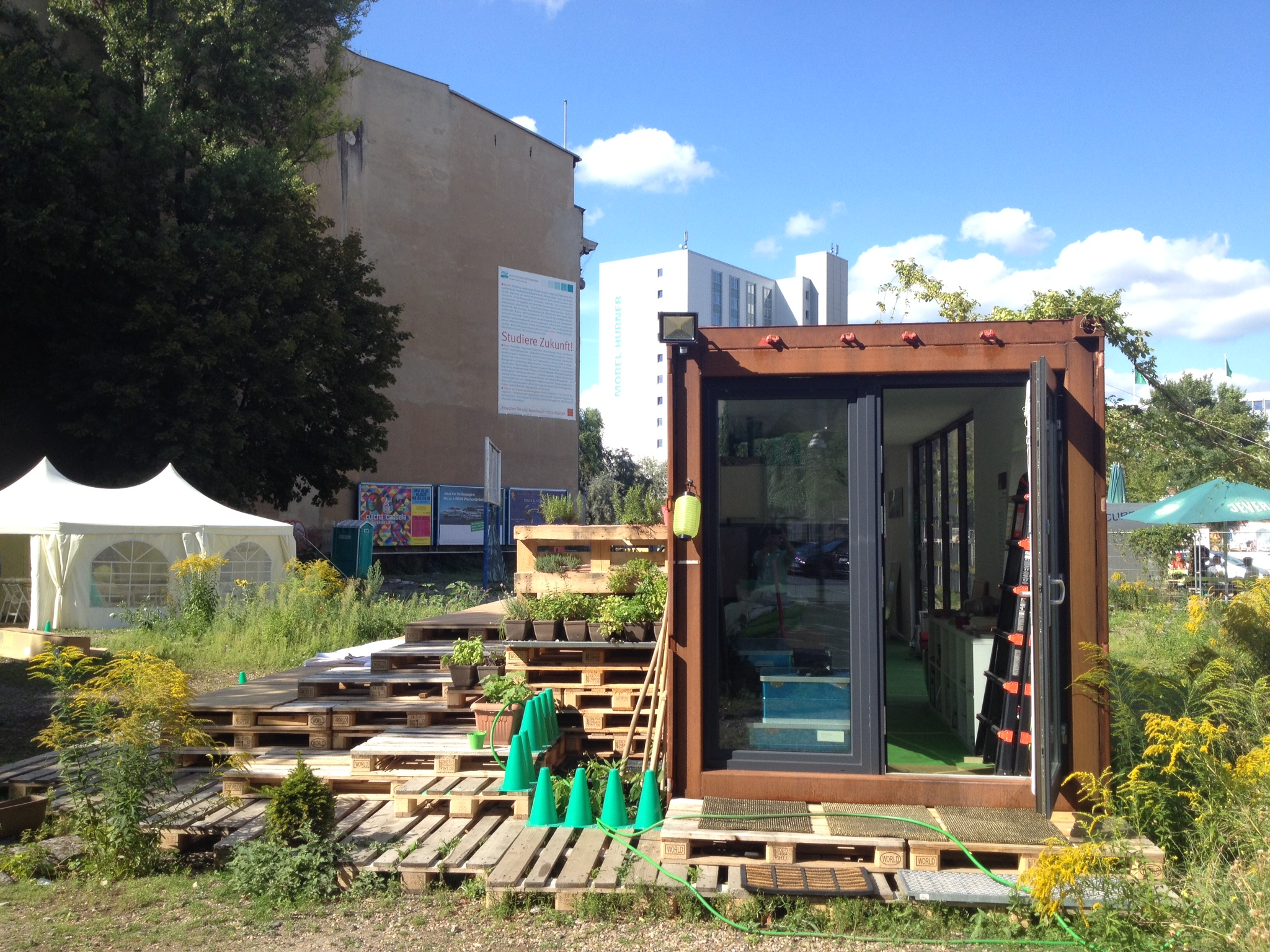
Notker Schweikhardts Abgeordnetenbüro, ein Überseecontainer an der Frobenstraße 1, Ecke Kurfürstenstraße

Notker Schweikhardt (* 5. Dezember 1960 in Frankfurt am Main) ist ein deutscher Politiker Bündnis 90/Die Grünen. Er war von 2014 bis 2021 Mitglied im Berliner Abgeordnetenhaus.

## Biografie
Notker Schweikhardt studierte nach dem Abitur zunächst Architektur an der Technischen Universität Darmstadt bis zum Vordiplom, ging als Fulbright-Stipendiat an die University of Wisconsin und anschließend zum Studium der Bühnen- und Filmgestaltung an die Wiener Universität für angewandte Kunst. Er war dann im Bereich Film und Theater als Bühnenbildner, Kostümbildner und Art Director tätig.

## Politik
Schweikhardt trat 1988 in die Partei Die Grünen ein und engagiert sich dort insbesondere in kulturellen Fragen. Von 2012 bis 2014 war er als Referent der Fraktion seiner Partei im Deutschen Bundestag tätig. Als Nachrücker für Martin Beck hatte er seit 1. September 2014 ein Mandat im Berliner Abgeordnetenhaus inne. Bei der Abgeordnetenhauswahl 2016 trat er als Direktkandidat im Wahlkreis 1 – Schöneberg Nord von Tempelhof-Schöneberg an. Er gewann das Direktmandat und zog erneut ins Parlament ein. Bei der Abgeordnetenhauswahl 2021 und der Wiederholungswahl 2023 verpasste er jeweils den Wiedereinzug ins Parlament.